# Verfassungsschutz Mecklenburg-Vorpommern
Die Landesbehörde für Verfassungsschutz Mecklenburg-Vorpommern ist ein deutscher Nachrichtendienst und die Landesbehörde für Verfassungsschutz des Landes Mecklenburg-Vorpommern. Als Abteilung 5 ist er Teil des Ministeriums für Inneres und Sport des Landes Mecklenburg-Vorpommern mit Sitz in der Landeshauptstadt Schwerin. Der Dienst wurde 1991 gegründet und gliedert sich in sechs Referate. Die Behörde umfasst 128 Mitarbeiterstellen und verfügte im Haushaltsjahr 2025 über ein Sachmittelbudget von 1,6 Millionen Euro.

## Rechtsgrundlagen
Allgemeine Rechtsgrundlage für den Verfassungsschutz ist das Grundgesetz und das Bundesverfassungsschutzgesetz. Spezielle Rechtsgrundlage ist das Landesverfassungsschutzgesetz vom 11. Juli 2001.

## Aufgaben
Der Verfassungsschutz Mecklenburg-Vorpommern hat die Aufgabe, sach- und personenbezogene Daten, insbesondere Auskünfte, Nachrichten und Unterlagen zu sammeln und auszuwerten über
1. Bestrebungen, die gegen die freiheitliche demokratische Grundordnung, den Bestand oder die Sicherheit des Bundes oder eines Landes gerichtet sind oder eine ungesetzliche Beeinträchtigung der Amtsführung der Verfassungsorgane des Bundes oder eines Landes oder ihrer Mitglieder zum Ziel haben,
2. sicherheitsgefährdende oder geheimdienstliche Tätigkeiten im Geltungsbereich des Grundgesetzes für eine fremde Macht im Geltungsbereich dieses Gesetzes,
3. Bestrebungen im Geltungsbereich des Grundgesetzes. die durch Anwendung von Gewalt oder darauf gerichtete Vorbereitungshandlungen auswärtige Belange der Bundesrepublik Deutschland gefährden,
4. Bestrebungen, die gegen den Gedanken der Völkerverständigung (Art. 9 Abs. 2 des Grundgesetzes) oder gegen das friedliche Zusammenleben der Völker (Art. 26 Abs. 1 des Grundgesetzes) gerichtet sind.

Weitere Aufgabe ist die Information der Öffentlichkeit und der zuständigen Stellen über Gefahren für die freiheitliche demokratische Grundordnung und den Bestand und die Sicherheit des Bundes und der Länder insbesondere durch Verfassungsschutzberichte. Der Verfassungsschutz wirkt bei der Sicherheitsüberprüfung, Zuverlässigkeitsüberprüfungen und technischen Sicherheitsmaßnahmen zum Schutz von im öffentlichen Interesse geheimhaltungsbedürftigen Tatsachen, Gegenständen oder Erkenntnissen gegen die Kenntnisnahme durch Unbefugte mit.

## Befugnisse
Der Verfassungsschutz Mecklenburg-Vorpommern darf zur verdeckten Informationsbeschaffung, insbesondere zur verdeckten Erhebung personenbezogener Daten, nachrichtendienstliche Mittel anwenden, die in § 10 des Landesverfassungsschutzgesetzes abschließend aufgeführt sind. Dazu zählen der Einsatz von V-Leuten, verdeckte Mitarbeiter, Observationen, Beobachtung des Funkverkehrs, Verwendung von Legenden, Tarnpapieren und -kennzeichen, Überwachung des Brief-, Post- und Fernmeldeverkehrs nach Artikel 10-Gesetz und das verdeckte Beobachten des Internets. Zudem darf der Verfassungsschutz Mecklenburg-Vorpommern bei öffentlichen Stellen geführte Dateien, Akten und Register einsehen.

## Organisation
Der Verfassungsschutz Mecklenburg-Vorpommern besteht aus sechs Referaten sowie einer unabhängig von diesen agierenden Stabstelle und einem Geheimschutzbeauftragten. Die Referate sind (Stand: Juli 2025) wie folgt gegliedert:
- Referat 500 – Allgemeine Verwaltung, Informationstechnik
- Referat 510 – Justiziariat, materieller und personeller Geheimschutz, Datenschutz, G10-Stelle, Spionageabwehr
- Referat 520 – Auswertung: Rechtsextremismus, Reichsbürger und Selbstverwalter, Delegitimierung des Staates, phänomenübergreifende Auswertung
- Referat 530 – Operative Beschaffung: Observation, Quellenführung, Ermittlungen
- Referat 540 – Auswertung: Linksextremismus, Auslandsbezogener Extremismus, Islamismus

## Leitung
| Zeitraum                 | Name                                                  | Bemerkung |
| ------------------------ | ----------------------------------------------------- | --- |
| 1991–1994                | Volkmar Seidel                                        | wurde im November 1996 wegen Inanspruchnahme von Behördenrabatten beim Kauf von Privatfahrzeugen zu einer Geldstrafe von 100 000 Mark verurteilt. |
| Februar 1995–2001        | Elmar Ruhlich (* 1943)                                | Das SPD-Mitglied war zuvor Ministerialrat im Verfassungsschutz von Schleswig-Holstein, Entlassung 2001 wegen Führungsunfähigkeit durch Innenminister Gottfried Timm (SPD) nach Durchleuchtung der Behörde von außen u. a. nach einem Brandanschlag durch einen V-Mann 1999 in Grevesmühlen. |
|                          | Friedrich-Wilhelm Heidemeier Direktor des LKA MV 1995 | Inspekteur der Landespolizei 1998 |
| 2002 – März 2009         | Jürgen Lambrecht                                      | war am Aufbau des Innenministeriums in der Grundsatz- und Personalabteilung beteiligt und zuvor Autor der Broschüre Betr. Engholm in seiner Zeit als Referent in der Schleswig-Holsteiner Staatskanzlei.                                                                                    |
| April 2009 – Januar 2021 | Reinhard Müller                                       | war vorher Referatsleiter der Abteilung Polizei im Innenministerium. Sein Stellvertreter war Michael Flenker |
| seit Januar 2021         | Thomas Krense                                         | zuvor Referatsleiter im Innenministerium Mecklenburg-Vorpommern, davor Stabschef des Landeskriminalamtes Mecklenburg-Vorpommern |

## Kontrolle
Der Verfassungsschutz Mecklenburg-Vorpommern unterliegt diversen Kontrollen. Dazu zählen die allgemeine parlamentarische Kontrolle durch die Abgeordneten des Landtages Mecklenburg-Vorpommern aufgrund von Berichtspflichten des Ministers für Inneres und Sport im Rahmen von Aktuellen Stunden, Kleinen und Großen Anfragen oder Petitionen. Weiter besteht eine besondere parlamentarischen Kontrolle durch die Parlamentarische Kontrollkommission (PKK) des Landtages und der Landtag kann Untersuchungsausschüsse einrichten. Postkontrollen und Telefonüberwachungen müssen durch die G-10-Kommission des Landtages genehmigt werden. Der Landesbeauftragte für den Datenschutz und Informationsfreiheit kontrolliert in Bezug auf die Einhaltung von Datenschutzvorschriften und sein Recht zur Akteneinsicht. Der Landesrechnungshof Mecklenburg-Vorpommern hat ein Überprüfungsrecht in Bezug auf den Haushalt. Das Handeln des Verfassungsschutzes kann anlassbezogen justiziell überprüft werden. Letztlich unterliegt der Verfassungsschutz einer ständigen und intensiven Überwachung durch die Öffentlichkeit und Medien, die seine Aufgaben und Arbeit kritisch würdigen.

## Kontroversen
Einer Dankesnotiz im Jahr 2002 in der Neonazi-Postille „Der Weiße Wolf“ an den NSU wurde vom Verfassungsschutz keine große Bedeutung beigemessen.
Der Verfassungsschutz behauptet aber, dass es in der Postille keinerlei Hinweise oder Bezüge zum NSU gegeben hat und dass der NSU dem Verfassungsschutz bis November 2011 unbekannt war.
In seinem Bericht für das Jahr 2011 darf der Verfassungsschutz M-V mehrere linke Einrichtungen nicht mehr nennen. Er hatte den Bericht zwischenzeitlich aus dem Netz genommen, da mehrere Rechtsstreitigkeiten anhängig waren. Später wurde er wieder veröffentlicht, wobei einige Teile über linke Gruppen und Einrichtungen geschwärzt waren – aber unvollständig.
Bei den Ermittlungen zur Gruppe Nordkreuz seit 2017 wurde dem Verfassungsschutz eine große Ahnungslosigkeit über rechtsextreme Aktivitäten im Land und fehlende Information des Innenministers vorgeworfen.
Informationen vom Februar 2017 über eine möglicherweise dem Berliner Attentäter Anis Amri helfende palästinensisch-arabische Familie durch einen V-Mann sind nicht an die ermittelnden Behörden auf Bundesebene weitergegeben worden, weil die Vorgesetzten dies untersagten. Die Weitergabe geschah erst 2019, als der Referent und V-Mann-Führer eigeninitiativ handelte. Angeblich hielten die Vorgesetzten beide nicht für glaubwürdig. Öffentlich bekannt wurde das erst im November 2020. Der darauf vor den Untersuchungsausschuss des Deutschen Bundestages zum Anschlag am Breitscheidplatz vorgeladene Verfassungsschutz-Chef Reinhard Müller verweigerte weitgehendere Auskünfte. Nach der Vorladung des Staatssekretärs Thomas Lenz entstand der Eindruck eines chaotischen Zustands der Behörde, doch wies er dies am Tage darauf durch eine herabsetzende Charakterisierung des Mitarbeiters zurück.
Am 13. Januar 2021 wurde Müller in den einstweiligen Ruhestand versetzt und der Vizepräsident des Landeskriminalamtes, Thomas Krense, zum neuen Leiter des Verfassungsschutzes bestimmt. Der neue Innenminister Torsten Renz berief eine Expertenkommission zur Überprüfung ein. Deren Zusammensetzung aus Verfassungsschutzexperten anderer Bundesländer stieß auf Kritik, diese könnten befangen sein. Die Kommission stellte gravierende Mängel in der Behörde in mehr als einem Einzelfall fest.